# سيباستيان جانيريه
سيباستيان جانيريه هو لاعب كرة قدم سويسري في مركز الدفاع، ولد في 12 ديسمبر 1973 في لو لوكل في سويسرا. شارك مع منتخب سويسرا لكرة القدم. أما مع النوادي، فقد لعب مع نادي زيورخ ونادي سيرفيت ونادي لو تشو دي فوندز ونادي نوشاتل زاماكس.

## وصلات خارجية
- سيباستيان جانيريه على موقع الاتحاد الدولي (مؤرشف)  (الإنجليزية)
- سيباستيان جانيريه على موقع قاعدة بيانات كرة القدم.إي يو (الإنجليزية)
- سيباستيان جانيريه على موقع ناشيونال فوتبول تيمز (الإنجليزية)
- سيباستيان جانيريه على موقع عالم كرة القدم.نت (الإنجليزية)